# コスモス14号
コスモス14号（ロシア語: Космос-14、ラテン文字表記の例: Kosmos 14, Cosmos 14）とは、1963年にソビエト連邦が打上げた人工衛星である。気象衛星技術試験のために使用された。

## 概要
コスモス14号は1963年4月13日にカプースチン・ヤールより打上げられた。この衛星は後にメテオールとして運用される気象衛星シリーズ最初のテストであった。コスモス14号では、フライホイールを利用した3軸姿勢制御や、太陽電池による電力供給などが試験された。衛星本体は直径1.2 m、長さ1.8 mの半球状の両端を有する円筒で、質量は500 kgであった。
打上げ137日後の1963年8月29日、コスモス14号は大気圏へ再突入した。